# James Malcolm Rymer
James Malcolm Rymer (né à Clerkenwell, Londres le 1er février 1814 - mort le 11 août 1884) est un écrivain britannique du XIXe siècle surtout connu pour avoir rédigé des penny dreadfuls. Il est probablement l'auteur de Varney the Vampire paru en 1847 (ouvrage souvent attribué à Thomas Preskett Prest) et The String of Pearls publié en 1847 (Sweeney Todd y fait ses débuts en littérature).

## Biographie
Il est d'ascendance écossaise, bien que né dans capitale britannique. Dans le London Directory publié en 1841, il est listé comme ingénieur civil, vivant au 42, Burton Street. Un catalogue du British Museum mentionne son nom en 1842 en tant qu'éditeur du Queen's Magazine. 
Entre 1842 et 1867, il a écrit plus de 115 nouvelles populaires pour l'éditeur et distributeur anglais Edward Lloyd, dont les best-sellers Ada the Betrayed, Varney the Vampyre et The String of Pearls. Les nouvelles de Rymer sont parues en Angleterre sous son nom propre ainsi que sous des pseudonymes (des anagrammes, tels que Malcolm J. Errym et Malcolm J. Merry).
Décédé le 11 août 1884, son corps est enterré au cimetière de Kensal Green.